# Бартошова Легуотка
Бартошова Легуотка (словац. Bartošova Lehôtka) — село, громада округу Ж'яр-над-Гроном, Банськобистрицький край, центральна Словаччина, регіон Теков. Кадастрова площа громади — 8,64 км².
Населення 345 осіб (станом на 31 грудня 2024 року).

## Історія
Бартошова Легуотка згадується в 1396 році.

## Населення
| Рік:            | 1994. | 2004.   | 2014.   | 2024.    |
| --------------- | ----- | ------- | ------- | -------- |
| Кількість осіб: | 410   | 410     | 384     | 345      |
| Різниця:        |       | +1,42 % | -6,34 % | -10,15 % |

| Рік:            | 2023. | 2024.   |
| --------------- | ----- | ------- |
| Кількість осіб: | 350   | 345     |
| Різниця:        |       | -1,42 % |